# Henlow
Henlow är en ort och civil parish i Storbritannien.   Den ligger i kommunen Central Bedfordshire i riksdelen England, i den sydöstra delen av landet, 60 km norr om huvudstaden London. Henlow ligger 43 meter över havet och antalet invånare är 12 320.
Terrängen runt Henlow är platt.Runt Henlow är det tätbefolkat, med 709 invånare per kvadratkilometer. Närmaste större samhälle är Stevenage, 15,3 km söder om Henlow. Trakten runt Henlow består till största delen av jordbruksmark.